# Miss Malta

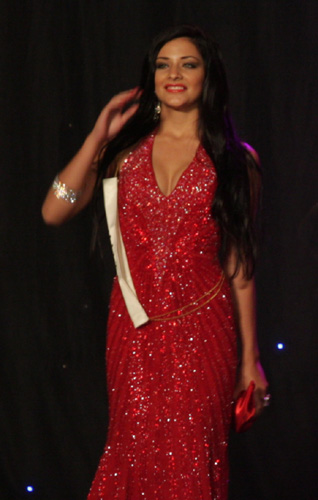
Martha Fenech, Miss Mondo Malta 2008.

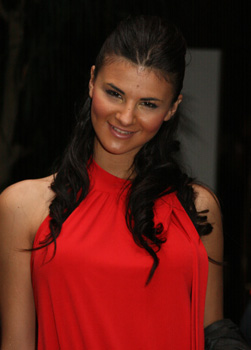
Stephanie Zammit, Miss Mondo Malta 2007.

Miss Malta è un concorso di bellezza per le donne non sposate dell'isola di Malta, che si tiene annualmente dal 1964, cioè dall'anno dell'indipendenza del paese. Ogni anno, il concorso si svolge fra venti partecipanti provenienti da Malta e dalla vicina isola di Gozo.
L'organizzatore del concorso è George Gatt Mangion, attraverso la società GM Productions, che detiene i diritti del titolo di Miss Malta, Miss Repubblica di Malta, Miss Gozo e Lady Malta.
Dal 2002 le rappresentanti di Malta per Miss Mondo vengono elette attraverso un concorso separato chiamato Miss Mondo Malta, organizzato dall'agenzia di moda Modelle International.

## Albo d'oro

### Miss Malta
| Anno      | Vincitrice            | Provenienza |
| --------- | --------------------- | ----------- |
| 2004-2005 | Lindsey Ann Galea     | Swieqi      |
| 2005-2006 | Claire Marie Busuttil | Sciaira     |
| 2006-2007 | Rania Zouari          | Gudia       |
| 2007-2008 | Elizabeth Bonello     | Gargur      |
| 2008-2009 | Shanel Debattista     | Attard      |
| 2009-2010 | Tanita Vella          | Gargur      |
| 2010-2011 | Joelle Cortis         | Żebbuġ      |

### Miss Mondo Malta
| Anno | Vincitrice            | Provenienza       |
| ---- | --------------------- | ----------------- |
| 2002 | Joyce Gatt            | Balzan            |
| 2003 | Rachel Xuereb         | Baia di San Paolo |
| 2004 | Antonella Vella       | Musta             |
| 2005 | Ferdine Irma Fava     | San Giuliano      |
| 2006 | Solange Jeanne Mifsud | Zabbar            |
| 2007 | Stephanie Zammit      | Zeitun            |
| 2008 | Martha Fenech         | San Giuliano      |
| 2009 | Shanel Debattista     | Pietà             |
| 2010 | Francesca Gaspar      | Iklin             |
| 2011 | Claire Marie Busuttil | La Valletta       |
| 2012 | Daniela Darmanin      | Mugiarro          |